# Ouled Aissa
Ouled Aissa (em árabe: اﻟﻄﺎرﻓﺔ) (também escrita Ouled Aïssa) é uma cidade e comuna localizada no distrito de Charouine, na província de Adrar, no centro-sul da Argélia. Em 2008, sua população era de 7 034 habitantes.